# Lene Tranberg
Lene Tranberg, född 29 november 1956 i Köpenhamn, är en dansk arkitekt.
Lene Tranberg utbildade sig på Kunstakademiets Arkitektskole, där hon studerade för Erik Christian Sørensen. År 1983, ett år före examen, grundade hon tillsammans med Boje Lundgaard arkitektkontoret Lundgaard & Tranberg. Hon har också undervisat på Kunstakakadmiets Arkitektskole 1986–1998. 
Lene Tranberg fick Eckersbergmedaljen 1994 och Prins Eugen-medaljen 2014.